# Liste der reichsten Kanadier
Die reichsten Kanadier sind nach Angaben des US-amerikanischen Forbes Magazine:
Stand: April 2022

| Nummer | Name                                                 | Vermögen (USD)   | Wohnsitz                    | Herkunft des Vermögens                  |
| ------ | ---------------------------------------------------- | ---------------- | --------------------------- | --------------------------------------- |
| 1      | Changpeng Zhao                                       | $65 Milliarden   | Singapur                    | Binance                                 |
| 2      | David Thomson, 3. Baron Thomson of Fleet und Familie | $49,2 Milliarden | Toronto, Ontario            | Thomson Reuters, The Woodbridge Company |
| 3      | Jim Pattison                                         | $12,2 Milliarden | Vancouver, British Columbia | Jim Pattison Group                      |
| 4      | David Cheriton                                       | $10,9 Milliarden | Palo Alto, Kalifornien      | Arista Networks, Google                 |
| 5      | Joseph Tsai                                          | $8,4 Milliarden  | Hongkong                    | Alibaba                                 |
| 6      | Anthony von Mandl                                    | $8,4 Milliarden  | Vancouver, British Columbia | Mark Anthony Brands                     |
| 7      | Mark Scheinberg                                      | $5,3 Milliarden  | Isle of Man, United Kingdom | PokerStars                              |
| 7      | Chip Wilson                                          | $5,3 Milliarden  | Vancouver, British Columbia | Lululemon Athletica                     |